# Florica
Florica é uma comuna romena localizada no distrito de Buzău, na região de Valáquia. A comuna possui uma área de 44.00 km² e sua população era de 1619 habitantes segundo o censo de 2007.